# Laccophilus ornatus
Laccophilus ornatus är en skalbaggsart som beskrevs av Aubé 1838. Laccophilus ornatus ingår i släktet Laccophilus och familjen dykare. Inga underarter finns listade i Catalogue of Life.